# His Wife Got All the Credit
His Wife Got All the Credit è un cortometraggio muto del 1917 diretto da C. Graham Baker.

## Produzione
Il film fu prodotto dalla Vitagraph Company of America.

## Distribuzione
Distribuito dalla General Film Company, il film - un cortometraggio in una bobina - uscì nelle sale cinematografiche statunitensi il 24 dicembre 1917.